# Acidente do Antonov An-32 da Força Aérea Indiana em 2019
Em 3 de junho de 2019, um Antonov An-32 da Força Aérea Indiana na rota do Aeroporto de Jorhat, Assão, para o Aeroporto de Mechuka, Mechuka, Índia, perdeu contato com a torre de controle cerca de 33 minutos após a decolagem. Havia 13 pessoas a bordo. Após uma operação de busca de uma semana, os destroços sem sobreviventes foram encontrados perto das colinas de Pari, perto da aldeia Gatte em Arunachal Pradexe, a uma altitude de 12000 pés (3657 metros).

## Ocupantes
Havia 13 membros da Força Aérea Indiana, oito tripulantes e cinco passageiros a bordo da aeronave. Nenhum deles sobreviveu ao acidente.

## Operação de busca
O Antonov An-32 estava a caminho do Aeroporto de Jorhat em Assão para o Aeroporto de Mechuka em Arunachal Pradexe em 3 de junho de 2019. A aeronave decolou de Johrat às 12:27 e perdeu contato com o controle de solo às 13:00, cerca de 33 minutos após a decolagem.
Após oito dias de operação de busca dificultada pelo mau tempo, em 11 de junho de 2019, os destroços da aeronave foram encontrados perto das colinas de Pari, próxima a aldeia Gatte, 16 km ao norte de Lipo, em Arunachal Pradexe, a 12.000 pés de altitude. A Força Aérea Indiana havia oferecido anteriormente uma recompensa em dinheiro de ₹5 laques (US$ 7.000) para qualquer pessoa que pudesse compartilhar informações sobre a aeronave. Uma frota de aeronaves Sukhoi Su-30, C-130J, An-32 e helicópteros Mi-17 e ALH foram mobilizadas para a operação de busca, com o Exército Indiano, Polícia de Fronteira Indo-Tibetana e as polícias estaduais. Um Boeing P-8 Poseidon da Marinha Indiana também foi mobilizado. Satélites da ISRO, Cartosat e RISAT também foram utilizados para localizar o local do acidente.
Em 12 de junho de 2019, uma equipe de 15 resgatadores foi lançada no ar próximo ao local do acidente, mas não conseguiu chegar ao local devido ao terreno acidentado e ao mau tempo. No dia seguinte, a equipe de resgate chegou ao local e relatou que não havia sobreviventes e que haviam recuperado os gravadores de voo da aeronave.